# دارنجان (رابر)
دارنجان روستایی در دهستان سیه بنوئیه بخش مرکزی شهرستان رابر استان کرمان ایران است.

## جمعیت
بر پایه سرشماری عمومی نفوس و مسکن در سال ۱۳۹۵ جمعیت این مکان ۱۴۷ نفر (۴۹خانوار) بوده‌است.